# Наритники

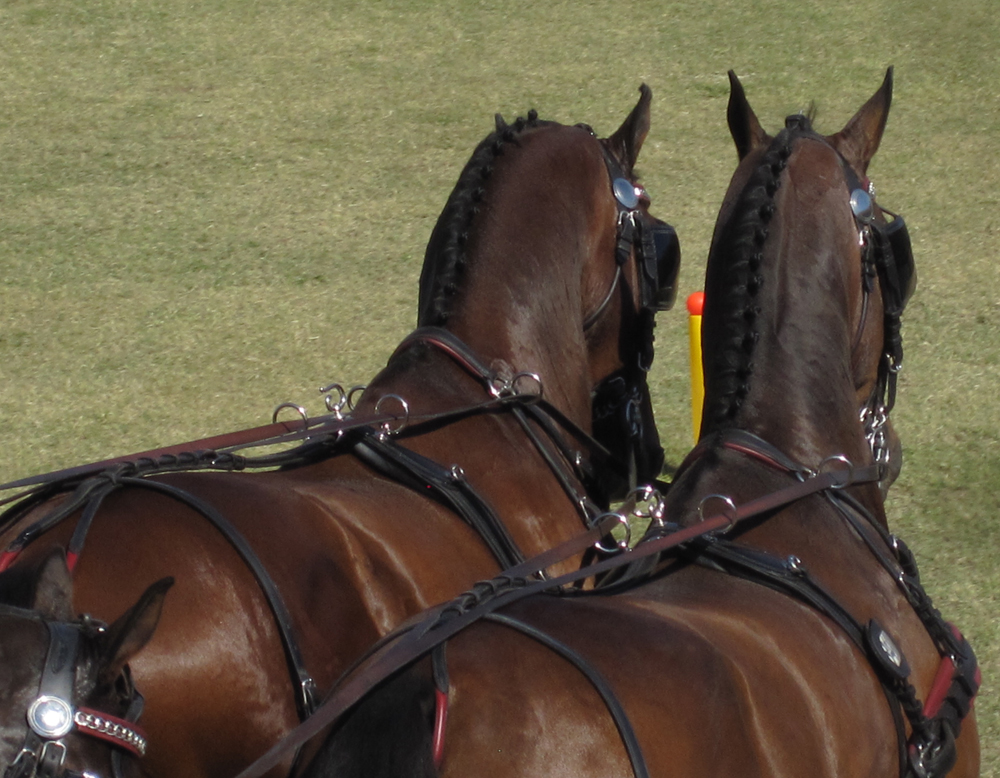
Пара коней з наритниками

Нари́тники (від заст. рить — «зад») чи шлея́ (пол. szleja, szla < нім. Siele) — частина кінської збруї, що утримує хомут або шорку від сповзання на шию, наприклад, під час спуску з гори. Наритники складаються з таких деталей: ободового, спинного і поперечного ременів, двох відкісних ременів і двох мочок.
- Ободовий ремінь (заст. колова́)[5] — кріпиться кінцями до гужових мочок хомута (у разі використання шорки — до її кілець);
- Спинний ремінь — кріпиться до горти хомута (у разі використання шорки — до її верхньої частини);
- Поперечний ремінь — з'єднує ободовий зі спинним;
- Відкісні ремені;
- Два мочкові ремені застібають за голоблі чи посторонки, запобігаючи тим самим опусканню посторонків і зміщенню наритників вбік.

Нагрудна шлейка — інша назва шорки, елемента упряжі, що іноді використовується замість хомута. Шорку з наритниками також називають шорами (не плутати з шорами-наочниками).